# Helmut Buschbom
Helmut Buschbom (* 24. April 1921 in Thale; † 16. Januar 2017 in Berlin) war ein deutscher Jurist und Politiker (CDU). Er war vom 16. Juni 1981 bis zum 22. Dezember 1990 Mitglied im Deutschen Bundestag.

## Leben
Im Alter von 18 Jahren wurde Buschbom im Zweiten Weltkrieg verwundet und erhielt das Eiserne Kreuz. 1944 lernte er in Breslau seine spätere Ehefrau Käthe kennen und zog mit ihr nach Berlin-Spandau, das Paar hat zwei Töchter. Helmut Buschbom studierte Rechtswissenschaften und arbeitete als Richter und Direktor des Amtsgerichts Charlottenburg und der Wiedergutmachungsämter.

## Politik
Buschbom ist seit 1957 Mitglied der CDU. Dort arbeitete er als Bürgerdeputierter in der Bezirksverordnetenversammlung Spandau und als Vorsitzender des Ortsverbandes Altstadt mit. Von 1977 bis 1988 war er Kreisvorsitzender der Spandauer CDU. Als Nachrücker für Richard von Weizsäcker zog Helmut Buschbom am 16. Juni 1981 in den Deutschen Bundestag ein und gehörte diesem bis zum Ende der 11. Wahlperiode am 22. Dezember 1990 an. Von 1991 bis 1995 war er Vorsitzender des Kreisparteigerichts der CDU Spandau. Am 18. Februar 1997 wurde Helmut Buschbom für seine Verdienste zum Ehrenvorsitzenden der Spandauer CDU ernannt.